# Andreas Blauert
Andreas Blauert (* 14. März 1956 in Lörrach) ist ein deutscher Historiker.
Er studierte Geschichte und Germanistik und wurde 1988 an der Universität Konstanz mit einer Studie über schweizerische Ketzer-, Zauberei- und Hexenprozesse des 15. Jahrhunderts promoviert. 1997 habilitierte er sich dort. Seit 2004 ist er außerplanmäßiger Professor am Fachbereich Geschichte und Soziologie der Universität Konstanz und seit 2006 Lehrer an der Claude-Dornier-Schule in Friedrichshafen.
In seinen Forschungen beschäftigt sich Blauert hauptsächlich mit der Geschichte der Kriminalität.

## Schriften (Auswahl)
- Frühe Hexenverfolgungen. Ketzer-, Zauberei- und Hexenprozesse des 15. Jahrhunderts. Junius, Hamburg 1990, Neuauflage: Psychosozial Verlag, Gießen 2020, ISBN 978-3-8379-2872-3.
- Sackgreifer und Beutelschneider. Die Diebesbande der alten Lisel, ihre Streifzüge um den Bodensee und ihr Prozess 1732. UVK, Konstanz 1993, ISBN 3-87940-468-2.
- Das Urfehdewesen im deutschen Südwesten im Spätmittelalter und in der Frühen Neuzeit (= Frühneuzeit-Forschungen. Bd. 7). Bibliotheca-Academica-Verlag, Tübingen 2000, ISBN 3-928471-25-2.
- mit Eva Wiebel: Gauner- und Diebslisten. Registrieren, Identifizieren und Fahnden im 18. Jahrhundert. Mit einem Repertorium gedruckter südwestdeutscher, schweizerischer und österreichischer Listen sowie einem Faksimile der Schäffer'schen oder Sulzer Liste von 1784 (= Studien zu Policey und Policeywissenschaft). Klostermann, Frankfurt am Main 2001, ISBN 3-465-03165-2.

Herausgeberschaften
- mit Gerd Schwerhoff: Mit den Waffen der Justiz. Zur Kriminalitätsgeschichte des späten Mittelalters und der frühen Neuzeit. Fischer, Frankfurt am Main 1993, ISBN 3-596-11571-X.
- mit Gerd Schwerhoff: Kriminalitätsgeschichte. Beiträge zur Sozial- und Kulturgeschichte der Vormoderne. UVK, Konstanz 2000, ISBN 3-87940-688-X.